# Batwoman (serie televisiva)
Batwoman è una serie televisiva statunitense creata da Caroline Dries in onda sul canale the CW, basata sul personaggio omonimo della DC Comics. Nella prima stagione la protagonista è Kate Kane, la giustiziera con una veste nera creata da Geoff Johns, Grant Morrison, Greg Rucka, Mark Waid e Keith Giffen, nella seconda è stata sostituita dal personaggio inedito di Ryan Wilder. La serie è ambientata nell'Arrowverse, condividendo alcune continuità con le altre serie televisive dell'universo.
Andata in onda sulla rete televisiva statunitense The CW a partire dall'autunno 2019, il 30 aprile 2022 la serie è stata cancellata, dopo tre stagioni.

## Trama
Tre anni dopo la scomparsa del filantropo miliardario Bruce Wayne e del suo alter ego Batman, sua cugina Kate Kane si propone di affrontare il suo lato oscuro, affinché possa proteggere le strade di Gotham City come Batwoman e diventare un simbolo di speranza.

## Episodi
| Stagione         | Episodi | Prima TV USA | Prima TV Italia |
| ---------------- | ------- | ------------ | --------------- |
| Prima stagione   | 20      | 2019-2020    | 2020            |
| Seconda stagione | 18      | 2021         | 2022            |
| Terza stagione   | 13      | 2021-2022    | 2022            |

## Personaggi e interpreti

### Personaggi principali
- Kate Kane / Batwoman (stagione 1, ricorrente stagione 2), interpretata da Ruby Rose (stagione 1) e Wallis Day (stagione 2), doppiata da Benedetta Degli Innocenti.  È dichiaratamente omosessuale.
Cugina di Bruce Wayne, armata della giustizia sociale e della capacità di esprimersi, si dedica a difendere Gotham nei panni di Batwoman, in assenza di Batman.
- Beth Kane / Alice (stagioni 1-3), interpretata da Rachel Skarsten, doppiata da Chiara Gioncardi.
Sorella gemella di Kate creduta morta per anni e leader della banda del Paese delle Meraviglie con una personalità ambigua. Il suo obiettivo è quello di creare caos a Gotham City. Può essere considerata la controparte femminile di Joker.
- Sophie Moore (stagioni 1-3), interpretata da Meagan Tandy, doppiata da Eleonora Reti.
Ragazza diplomata all'accademia militare e agente di alto livello dei Crows. Ha avuto una storia d'amore con Kate.
- Mary Hamilton / Poison Ivy (stagioni 1-3), interpretata da Nicole Kang, doppiata da Sara Labidi.
Sorellastra di Kate e studentessa di medicina che offre assistenza sanitaria a coloro che vivono nei quartieri più malfamati di Gotham.
- Luke Fox / Batwing (stagioni 1-3), interpretato da Camrus Johnson, doppiato da Massimo Triggiani.
Fedele alleato di Batman e figlio del defunto Lucius Fox che si occupa della Wayne Tower in assenza di Batman. Dopo che Kate diventa Batwoman, capisce che Gotham ha bisogno di un nuovo eroe e diventa un prezioso alleato di quest'ultima.
- Catherine Hamilton~Kane (stagione 1), interpretata da Elizabeth Anweis, doppiata da Francesca Fiorentini.
Matrigna di Kate e uno dei cittadini più potenti di Gotham. Dopo che Alice avvelena sia Mary che lei, quest'ultima sceglie di sacrificarsi per salvare sua figlia.
- Jacob Kane (stagioni 1-2), interpretato da Dougray Scott, doppiato da Massimo Bitossi.
Padre di Kate e Beth e comandante di un'agenzia di sicurezza privata.
- Mar Novu / Monitor (stagione 1), interpretato da LaMonica Garrett, doppiato da Roberto Fidecaro.
Un essere del multiverso che aiuterà tutti gli eroi a sconfiggere l'Anti-Monitor ed evitare che la crisi distrugga l'intero Multiverso.
- Ryan Wilder / Batwoman (stagioni 2-3), interpretata da Javicia Leslie, doppiata da Ughetta d'Onorascenzo.
Una combattente abile ma indisciplinata, che vive nel suo furgone con la sua pianta. Diventa la nuova Batwoman, dopo aver trovato il costume, nel relitto dell'aereo dove si trovava Kate Kane.
- Renee Montoya (stagione 3), interpretata da Victoria Cartagena.
Una ex agente di polizia nel Dipartimento di Polizia di Gotham City che ha lasciato quando non poteva più sopportare la sua corruzione.
- Marquis Jet / Joker (stagione 3), interpretato da Nick Creegan.
Il figlio playboy di Jada Jet, vicepresidente esecutivo delle Jeturian Industries e fratellastro di Ryan.
- Jada Jet (stagione 3), interpretata da Robin Givens.
L'amministratrice delegata delle Jeturian Industries e madre biologica di Ryan.

### Personaggi ricorrenti
- Tyler (stagione 1), interpretato da Greyston Holt.
Agente dei Crows e marito di Sophie. Si lascerà con quest'ultima, perché Sophie prova ancora qualcosa per Kate.
- Chuck Dodgson (stagione 1), interpretato da Brendon Zub.
Agente dei Crows, ma poi si scoprirà che è l'amante di Alice, oltre che lavora per lei.
- Vesper Fairchild (stagioni 1-2, guest star stagione 3), interpretata da Rachel Maddow, doppiata da Michela Alborghetti.
Personalità alla radio che discute dei problemi della città. Inoltre stravede per Batwoman.
- Tommy Elliot / Hush (stagione 1, guest star stagione 2), interpretato da Gabriel Mann, doppiato da Gianfranco Miranda.
Magnate immobiliare ed ex amico d'infanzia di Bruce Wayne, che in seguito diventerà un criminale noto come Hush.
- Reagan (stagione 1), interpretata da Brianne Howey, doppiata da Benedetta Ponticelli.
Barista ed uno degli interessi amorosi di Kate. Si scopre essere la sorella di Magpie.
- Julia Pennyworth (stagioni 1-2), interpretata da Christina Wolfe, doppiata da Emanuela D'Amico.
Spia britannica, figlia di Alfred Pennyworth ed ex ragazza di Kate.
- Jonathan Cartwright / Mouse (stagione 1, guest star stagioni 2-3), interpretato da Sam Littlefield, doppiato da Gabriele Lopez.
Un membro sfigurato della Wonderland Gang con un talento nel mimare alla perfezione qualsiasi timbro vocale. Alice lo considera come suo fratello. Morirà avvelenato nel finale della prima stagione proprio per mano di Alice.
- August Cartwright (stagione 1, guest star stagione 2), interpretato da John Emmet Tracy, doppiato da Francesco Bulckaen.
Il padre di Mouse che ha trovato Beth quando era una bambina, in seguito all'incidente al fiume, e ha imprigionato per i suoi piani nefasti. Verrà ucciso accidentalmente da Kate in un momento di rabbia di quest'ultima.
- Pamela Isley / Poison Ivy (stagione 3), interpretata da Bridget Regan.

## Produzione

### Sviluppo
Nel maggio 2018, il presidente della CW Mark Pedowitz e Stephen Amell hanno annunciato che Batwoman sarebbe stata introdotta in un crossover di Arrow, andato in onda a dicembre 2018. A luglio 2018, è stato riferito che la CW stava pianificando di sviluppare una serie attorno al personaggio, che sarebbe andata in onda nel 2019.
Nel dicembre 2018, Caroline Dries ha presentato una sceneggiatura "forte" per un potenziale primo episodio. Il 7 maggio 2019, la CW ha ordinato ufficialmente la serie.

### Casting
Il casting per Kate Kane sarebbe dovuto iniziare dopo l'annuncio della serie, con l'intenzione di scegliere un'attrice lesbica. Ad agosto, Ruby Rose è stata scelta per il ruolo di Kate Kane / Batwoman. A fine gennaio 2019, Meagan Tandy, Camrus Johnson e Nicole Kang sono stati scelti per i ruoli di Sophie Moore, Luke Fox e Mary Hamilton. Poco dopo sono entrati nel cast Rachel Skarsten nei panni di Alice, Dougray Scott nei panni di Jacob Kane ed Elizabeth Anweis nei panni di Catherine Hamilton-Kane.
La scelta di Ruby Rose come Batwoman è stata accolta negativamente sui social media e ha ricevuto intense critiche. La DC Comics ha reintrodotto il personaggio nel 2006 come lesbica e di origine ebraica. Alcuni utenti online hanno attaccato Rose per non essere ebrea, ma il motivo principale delle critiche era il fatto che lei si identifichi come fluida, non rendendola "abbastanza gay". Ruby Rose ha lasciato Twitter e ha disattivato i commenti sul suo account Instagram dopo le critiche.
Il 19 maggio 2020 Ruby Rose annuncia di aver lasciato la serie.
Il 22 marzo 2021 viene fatto il recast per Kate Kane, ruolo precedentemente lasciato da Ruby Rose e al suo posto viene confermata nel ruolo Wallis Day già conosciuta nel ruolo di Nyssa Vex nella serie Krypton.

### Riprese
Le riprese del primo episodio, a Vancouver, sono iniziate il 4 marzo 2019 e sono terminate il 25 marzo. Il resto della stagione è stata registrata dal 4 luglio al 2 dicembre 2019.

## Distribuzione
Il 16 maggio 2019, The CW ha rilasciato il primo trailer ufficiale della serie. Esso ha riscontrato una reazione molto negativa su YouTube. Il 17 luglio 2019 è stata trasmessa in anteprima la première della serie, poi regolarmente trasmessa dal 6 ottobre 2019.
In Italia, la prima stagione è stata trasmessa dal 24 marzo al 17 dicembre 2020 su Premium Action, mentre dalla seconda stagione, in seguito alla chiusura dei canali di Mediaset Premium, viene trasmessa su Italia 1 dal 16 luglio.

## Accoglienza
Sul sito web aggregatore di recensioni Rotten Tomatoes, la prima stagione della serie ha ottenuto un punteggio medio di 6,87/10 e una percentuale di approvazione dell'80% (per la critica), basata su 51 recensioni. Di contro per il pubblico, su quasi diecimila votanti ha ottenuto un punteggio del 16%. La seconda stagione ha ottenuto una percentuale di approvazione dell'86% dalla critica del sito sulla base di sole 21 recensioni, ma di solo il 19% da parte del pubblico sulla base di quasi mille votanti. La terza stagione è l'unica a non avere alcun consenso o punteggio da parte della critica specializzata del sito, ma detiene un punteggio di solo il 33% sulla base di meno di 50 votanti stavolta.
Il sito Metacritic, che usa una media ponderata, ha assegnato alla serie un punteggio medio di 59 su 100, basandosi su 19 critici, indicando che le recensioni sono "contrastanti o nella media". Anche qui il pubblico ha votato in maniera differente. Su 462 votanti, la serie ha ottenuto un punteggio di 1,6 su 10.

## Riconoscimenti
- GLAAD Media Awards
  - 2020 – Candidata a miglior serie drammatica[35]
- Queerty Awards
  - 2020 – Candidata a miglior serie[36]
  - 2020 – Candidata a miglior performance in una serie televisiva a Ruby Rose[37]